# 大有乡 (广安市)
大有乡，是中华人民共和国四川省广安市广安区曾经下辖的一个乡。2019年12月，撤销大有乡，将其所属行政区域划归花桥镇管辖。

## 行政区划
大有乡撤销前下辖以下地区：
观庆村、火花村、龙吉村、自生村、高生村、金荣村、圣庙村、沙塘村、一心村、大地村、新楼村、彭河村、三星村和新巷村。